# ديفيد إينوك
ديفيد إينوك هو لاعب شطرنج بولندي، ولد في 1900 في أشفنشم في بولندا، وتوفي في 1949.

## وصلات خارجية
- ديفيد إينوك على موقع مباريات الشطرنج (الإنجليزية)
- ديفيد إينوك على موقع 365Chess.com (الإنجليزية)
- ديفيد إينوك سجل أولمبياد الشطرنج على موقع OlimpBase.org (الإنجليزية)